# Prospero Santacroce
Prospero Santacroce (ur. 24 września 1514 w Rzymie, zm. 2 października 1589 tamże) – włoski kardynał.

## Życiorys
Urodził się 24 września 1514 roku w Rzymie, jako syn Tarquinia Santacroce i Ersilii de’ Massimi. Studiował na Uniwersytecie Padewskim, gdzie uzyskał doktorat, a następnie został referendarzem Najwyższego Trybunału Sygnatury Apostolskiej i audytorem Roty Rzymskiej. 12 marca 1548 roku został wybrany biskupem Kisamos, jednocześnie zostając nuncjuszem przy cesarzu. Brał udział w sejmie Rzeszy w Pradze, wchodząc w spór z husytami. w 1550 roku zrezygnował z placówki dyplomatycznej. Pełnił funkcje nuncjusza w Królestwie Francji (1552–1554 i 1561–1565), Hiszpanii (1560) i Portugalii (1560–1561). 12 marca 1565 roku został kreowany kardynałem prezbiterem i otrzymał kościół tytularny San Girolamo dei Croati. Rok później został administratorem apostolskim Arles. W 1572 roku zrezygnował z diecezji Kisamos, a dwa lata później zrzekł się administrowania Arles. W okresie 1581–1582 był kamerlingiem Kolegium Kardynałów. 2 marca 1589 roku został podniesiony do rangi kardynała biskupa i otrzymał diecezję suburbikarną Albano. Zmarł 2 października tego samego roku w Rzymie.